# Pediacus montivagus
Pediacus montivagus is een keversoort uit de familie platte schorskevers (Cucujidae). De wetenschappelijke naam van de soort werd in 1923 gepubliceerd door George Charles Champion.